# 라피더스
라피더스(Rapidus, 정식 사명: Rapidus주식회사, Rapidus Corporation, 일본어: Rapidus株式会社)는 일본 도쿄 지요다구에 본사를 둔 반도체 제조업체이다. 라피더스는 덴소, 키오시아, 미쓰비시UFJ은행, 닛폰 전기, 일본전신전화, 소프트뱅크 그룹, 소니, 토요타 자동차 등 일본 주요 8개 기업의 지원을 받아 2022년 8월에 설립되었다. 라피더스의 목표는 2027년까지 2nm 공정으로 첨단 반도체 제조 역량을 늘리는 것이다.

## 배경
1980년대 일본의 반도체 산업은 전 세계 점유율이 50%에 달할 정도로 경쟁이 치열했다. 그러나 1986년 미·일 반도체 협정이 체결되면서 무역마찰이 해소됐고, 한국과 대만의 부상으로 경쟁력이 점차 약화됐다. 엘피다 메모리는 1999년 메모리용 반도체 중 하나인 DRAM 사업을 히타치와 NEC 사업을 통합해 설립한 뒤 미쓰비시전기 사업을 인수해 한때 이 분야 세계 3위의 시장점유율을 획득했다. 그러나 2009년 리먼 쇼크와 그에 따른 엔화 약세 침체로 경영이 악화되었고, 정부 자금 지원에도 불구하고 2012년 파산했다. 엘피다는 2013년 마이크론 테크놀로지에 인수되어 마이크론 메모리 재팬으로 사명을 변경했다. TSMC, 삼성전자, 인텔 등 기업들의 국제 경쟁으로 인해 전체 반도체 산업에서 일본 기업이 차지하는 비중은 2019년 기준 10% 수준으로 떨어졌다.
2022년 5월 조 바이든 미국 대통령과 기시다 후미오 일본 총리가 도쿄에서 만나 반도체, 원자력, 우주 탐사, 전기 배터리, 중요 광물, 공급망을 포함한 중요한 기술에 대한 협력 강화에 대해 논의했다. 2022년 6월 7일 발표된 제2차 기시다 내각의 기본 방침(호네부토노 호신)에는 차세대 첨단 기술을 개발하는 민간 기업에 대한 지원과 2020년대 후반 차세대 반도체 설계 및 제조 기반 구축을 고려하는 내용이 포함됐다. 2022년 7월 29일, 안토니 블링컨(Antony Blinken) 미국 국무장관, 지나 라이몬도(Gina Raimondo) 미국 상무장관, 하야시 요시마사(Hayashi Yoshimasa) 일본 외무상, 하기우다 고이치(Hagiuda Koichi) 일본 무역상이 미국과 일본 간 고위급 회담을 열어 반도체 개발 협력을 논의했다. 또한 기시다 후미오 총리는 2022년 10월 3일 제210회 국회에서 정책연설을 통해 민관투자를 독려하는 디지털 트랜스포메이션(DX)을 포함하고 차세대 기술개발과 양산을 촉진하겠다고 밝혔다. 경제산업부는 차세대 반도체 연구를 수행하기 위한 기관으로 첨단반도체기술센터(LSTC)를 설립하기로 결정했다. 지난 5월 일본과 미국이 반도체 협력 기본원칙을 합의했다. LSTC와 라피더스는 협력하여 일본에서 차세대 반도체 설계 및 제조 플랫폼을 구축한다.

## 같이 보기
- 엘피다 메모리